# Rezerwat przyrody Skarpa Jeziorki
Rezerwat przyrody Skarpa Jeziorki – leśny rezerwat przyrody położony w całości na terenie gminy Prażmów (koło miejscowości Łoś), na zachodnim brzegu rzeki Jeziorki w Uroczysku Park. Wchodzi w skład Chojnowskiego Parku Krajobrazowego.
Rok utworzenia: 1993 (Zarządzenie Ministra Ochrony Środowiska, Zasobów Naturalnych i Leśnictwa z dnia 31 grudnia 1993 r., Monitor Polski, 1994, nr 5, poz. 42).
Powierzchnia: 7,47 ha.
Obiektem ochrony jest położony na skarpie rzeki Jeziorki drzewostan parkowy o charakterze leśnym z zasługującymi na uwagę bukami, wiązami, modrzewiami i dębami. Układ dawnego, założonego w XIX w. parku został zupełnie zatarty. Znajduje się tu również chroniony jako pomnik przyrody tulipanowiec amerykański.